# Partidos e Sistemas Partidários
Partidos e sistemas partidários é um livro de Giovanni Sartori, publicado em 1976.
Neste livro, Sartori faz uma análise dos partidos e do funcionamento de sistemas políticos baseado na relação intra partidária e na engenharia institucional que organiza tal funcionamento e a sociedade.
Seguindo a linha do institucionalismo clássico, Sartori quer responder à pergunta de por que sociedades de características semelhantes e/ou análogas apresentam políticas diversas e maneiras diferentes de resolver seus conflitos. Para solucionar tal questão, o autor recorre ao desenho institucional dos sistemas partidários dos países que analisa, como Itália, IV República Francesa, a República de Weimar, o Chile (no período entre 1946 e 1973) entre outros.
Neste livro, estabelece um diálogo entre os estudiosos de sistemas partidários que, a seu ver, até então pouco foram capazes de esclarecer as relações que caracterizam os partidos bem como a classificação destes sistemas. Segundo Sartori o critério numérico sempre foi amplamente utilizado na classificação de sistemas partidários até mesmo por seu aspecto evidente. No entanto, diz Sartori, é preciso introduzir variáveis de controle neste critério numérico, que, por si só, é pouco esclarecedor. Assim, na classificação de sistemas uni partidários, bipartidários, tripartidários ou multipartidários é preciso saber, para além do número total de de partidos existentes, quantos deles são relevantes.
O critério de relevância está ligado a possibilidade do partido em alcançar e exercer o poder e também de compor coalizões governamentais. Quando se tratar de um partido pequeno, ainda assim este poderá ser relevante se tiver grande poder de chantagem, ou seja, de obstruir processos decisórios quando compondo oposições. Se este for o caso, o partido em questão deverá ser consultado e levado em conta nas negociações que os partidos majoritários quiserem estabelecer.
Além da fragmentação partidária, Sartori ainda aponta para outra escala classificatória de sistemas partidários, qual seja a da sua polarização. Aqui introduz a variável ideológica para melhor proceder à análise.
Se, como diz Sartori, os partido que compõem um sistemas partidários apresentarem uma grande distância ideológica, ou seja, se seus programas de ação forem muito incompatíveis entre si, o sistema tenderá a ser mais polarizado, com partidos exacerbando suas posições ideológicas. Quanto mais polarizado for o sistema, maior a chance de surgirem partido anti-sistema, que poderão, e o tentarão, deslegitimar as regras do jogo democrático.
Uma polarização moderado, por outro lado, apresenta uma força centrípeta, ou seja, os partido polarizados disputam o centro, tendendo a fazer coalizões e acordos ao invés de mera disputa e oposição. Sistemas assim são mais estáveis e canalizam melhor os conflitos da sociedade.